# Vallespinosa (Tarragona)
Vallespinosa es un agregado que se encuentra al suroeste del término de Pontils (Tarragona) España. Construido al abrigo de su castillo, a 640 m de altitud, hoy en día es un núcleo de población de segundas residencias con casas de arquitectura respetuosa con el entorno.
Encajado entre la sierra de Comanroquer y la Sierra Morena, se accede por un desvío de la carretera de Montblanch a Igualada que rodeando la sierra de Montclar. También pasa el sendero de gran recorrido GR 7, y está cerca de la  Espacio de Interés Natural de Saburella.
- Datos: Q5477067
- Multimedia: Vallespinosa (Pontils) / Q5477067